# Conch Key
Conch Key est une île des Keys, archipel des États-Unis d'Amérique situé dans le golfe du Mexique au sud de la péninsule de Floride. Elle est située dans les Middle Keys.
Elle est reliée à Long Key par le Long Key Bridge.